# Eusterinx festiva
Eusterinx festiva là một loài tò vò trong họ Ichneumonidae.